# Magid Magid

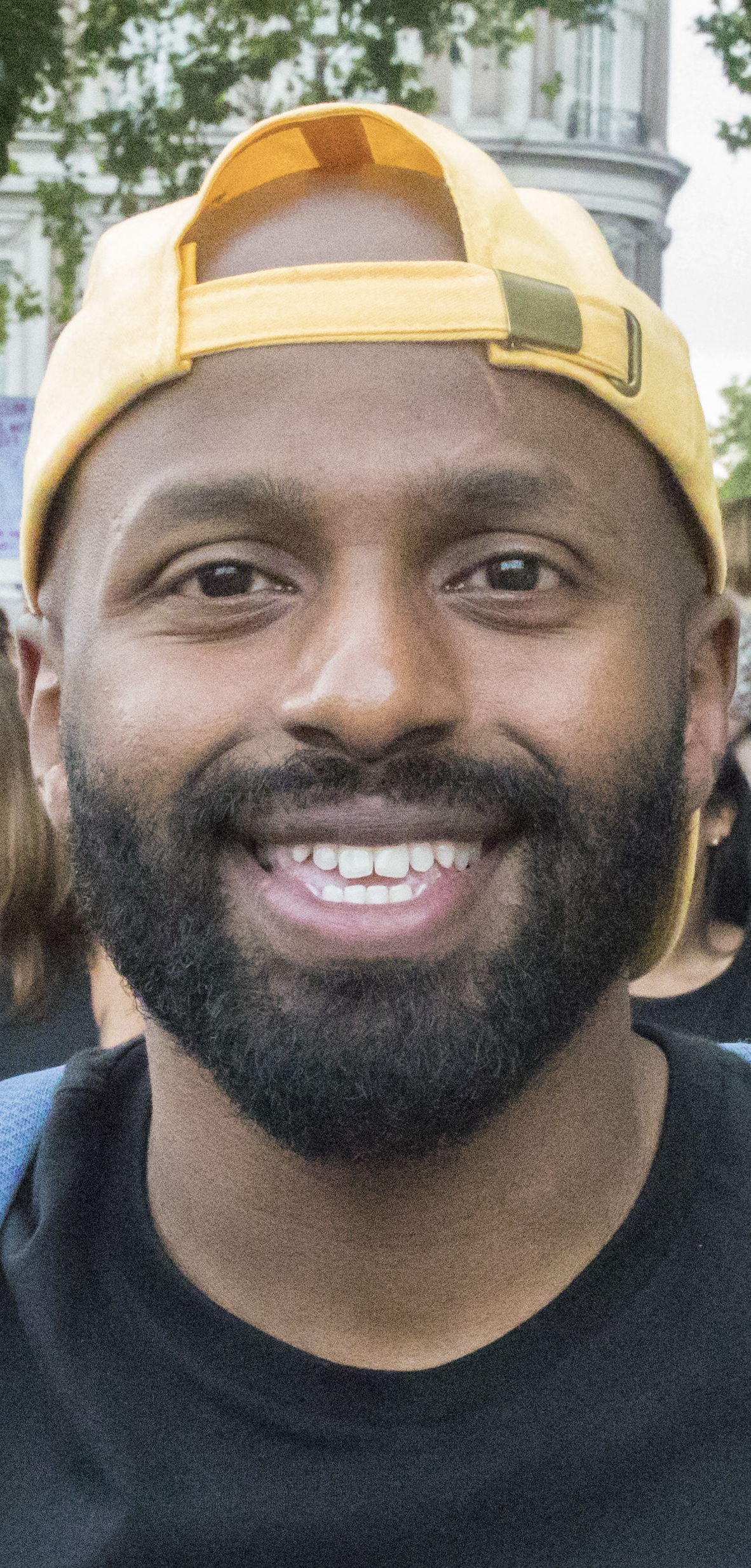

Magid Magid (/ˈmædʒɪd ˈmædʒɪd/, nascido em 26 de Junho de 1989), também conhecido como Magid Mah and Magic Magid, é um activista somali-britânico e político que serviu como o Lord Mayor of Sheffield a partir de Maio de 2018 até Maio de 2019. A sua nomeação atraiu atenção significativa da mídia, já que ele é o primeiro somali étnico, o mais jovem de todos os tempos e o primeiro conselheiro do Partido Verde a ocupar o cargo. Em maio de 2019, foi eleito para o Parlamento Europeu como MEP do Partido Verde para Yorkshire e Humber.